# 朱匯森
朱匯森（1911年11月15日—2006年2月8日），字仲蔚，江蘇省南通縣人，中華民國教育家、學者、社會活動家。

## 年表
- 1927年，就讀於南通師範學校。
- 1932年畢業于南京從事記者工作，任小學教師及校長。
- 1937年中國抗日戰爭爆發，聘為重慶國民政府教育部戰區教師服務團人事組組長。
- 1938年，任教育部幹事。
- 1939年，考入国立中央大学師範學院教育系。
- 1943年，畢業獲學士學位，任教育部視導員。同年以第一名通過教育行政類高等考試。
- 1945年，任職於中國國民黨中央組織部部長室。
- 1948年，任職於臺灣省政府教育廳。
- 1952年，任臺灣省立臺南師範學校校長。
- 1956年，考入美國密西根州立西部大學，读研究生
- 1957年，畢業獲硕士学位，任中華民國孔孟學會理事長
- 1958年，任臺灣省政府教育廳第四科科長，負責改制師範學校為師範專科學校事宜。
- 1960年，任臺灣省立臺中師範專科學校校長。
- 1967年，任中華民國教育部社會教育司司長。
- 1968年，任中華民國教育部常務次長。
- 1969年，先後任國立編譯館編審、行政院國家科學委員會科學教育組組長。

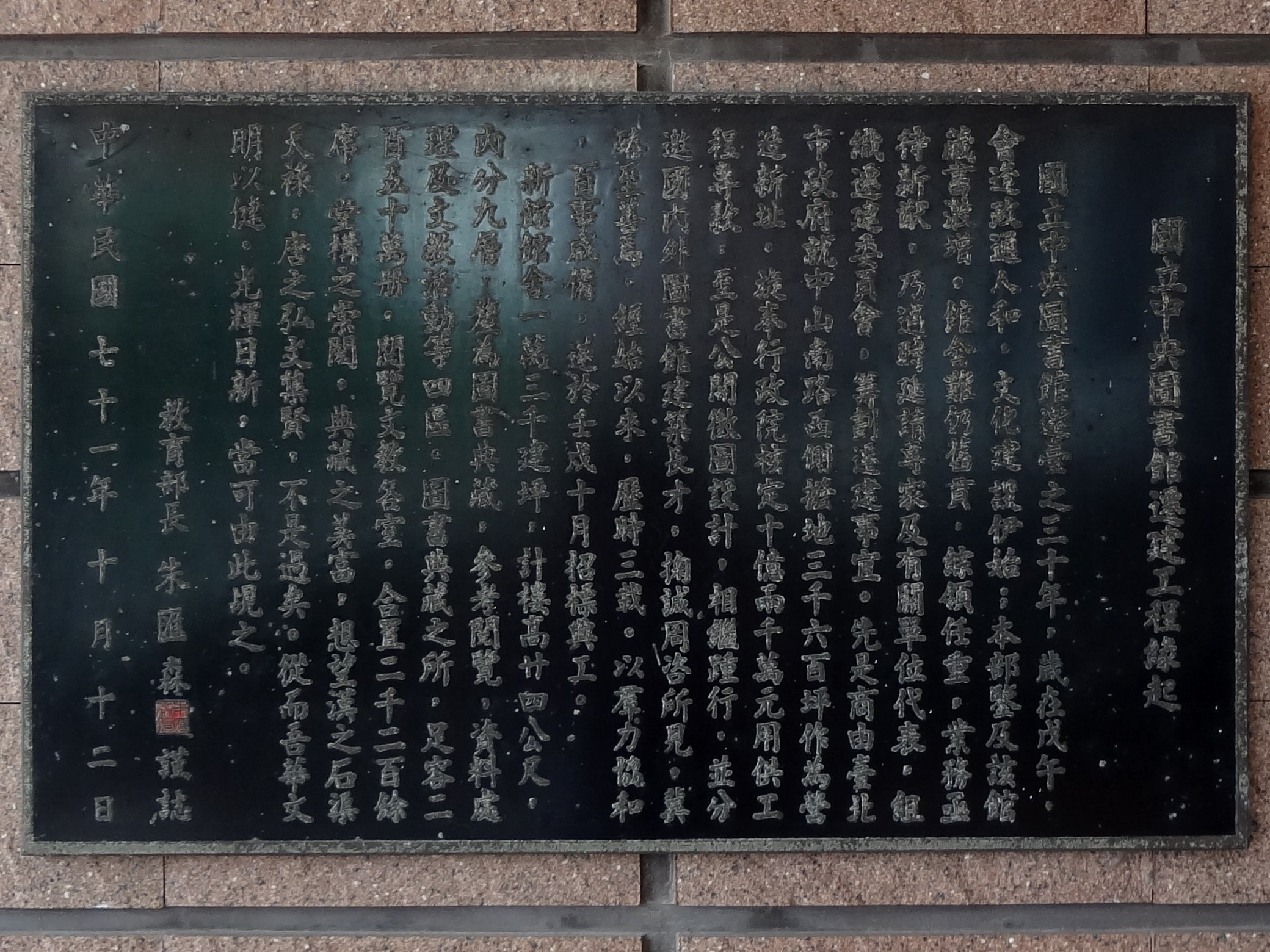
朱匯森撰〈國立中央圖書館遷建工程緣起〉，刻於國家圖書館總館

- 1972年，任中華民國教育部政務次長。
- 1978年，任中華民國教育部部長。

- 1984年，任中華民國國史館館長。
- 2006年，因胃癌於臺北市臺大醫院病逝。